# Mansa Mahmud Keita IV
Mansa Mahmud Keita IV, död 1600, var en afrikansk härskare. Han var mansa, monark, i Maliriket mellan cirka 1590 och 1600.